# Calophya venusta
Calophya venusta är en insektsart som först beskrevs av Leonard D. Tuthill 1964.  Calophya venusta ingår i släktet Calophya och familjen Calophyidae. Inga underarter finns listade i Catalogue of Life.